# Bel (Mesopotamië)
Bel (Akkadisch voor Heer of Meester) is de naam ofwel titel van verscheidene goden die in het oude Tweestromenland werden vereerd. Bel is de Oost-Semitische vorm van het woord, terwijl Baäl de West-Semitische vorm is.
Eigenlijk is er geen aparte godheid met de naam Bel te identificeren. Het woord heeft namelijk altijd zijn betekenis Heer gehouden en verwijst vaak naar de godheid Marduk, maar het woord kan ook als titel voor andere goden gebruikt worden. Voor de vrouwelijke vorm van het woord Belit (Vrouwe, Meesteres) geldt hetzelfde. Latere bezoekers aan wat nu Irak is, bijvoorbeeld de Grieken, konden hierdoor erg in verwarring geraken. Omdat het woord zo veel gebruikt werd, moest het immers wel een heel belangrijke godheid en dus een zonnegod zijn, terwijl de plaatselijke mensen het gewoon over hun Heer hadden. Ook in Bel en de draak wordt Bel als een aparte afgod ten tonele gevoerd.